# Synonychus eucalypti
Synonychus eucalypti är en spindeldjursart som beskrevs av Miller 1966. Synonychus eucalypti ingår i släktet Synonychus och familjen Tetranychidae. Inga underarter finns listade i Catalogue of Life.